# Universidade Paris 8 Vincennes Saint-Denis
A Universidade Paris 8 Vincennes Saint-Denis (em francês: Université Paris 8 Vincennes-Saint-Denis), anteriormente conhecida como  "Universidade de Vincennes",  é uma instituição pública   francesa de ensino superior, com campi em Saint-Denis, Montreuil e Tremblay-en-France. Fundada oficialmente em 1971, a Universidade é especializada em ciências humanas e sociais. Em 2024, contava com 22.049 estudantes, 1058 professores-pesquisadores e 677 funcionários administrativos. Desde 2016, a Universidade Paris 8 Vincennes Saint-Denis é presidida pela professora Annick Allaigre.